# Будааты
Будаа́ты, будага́ты (монг. Будаад, Будагад, Буудай) — одно из племён, входивших в нирунскую ветвь монголов. В настоящее время этническая группа в составе хотогойтов, сартулов и южных монголов.

## История
В «Сокровенном сказании монголов» сказано: «Сын Хабичи-Баатура был Менен-Тудун. У Менен-Тудуна сын Харалдай. Дети Харалдая стали родоначальниками племени будагатов, которых назвали так потому, что они напоминали перемешаную кашу, нет ни старшего, ни главы». Хабичи-Баатур жил примерно в начале XI в., — считают некоторые исследователи. Род буудай появился в это же время. Поскольку Хабичи-Баатур из рода борджигин Бодончара, то его потомки будагаты также являются одной из ветвей рода борджигин.
Будагаты или будааты, состоявшие в конце XII в. в нирунской группе коренных монголов, к началу XIII в. уже перешли в центральный тумен Великого Монгольского государства. В «Сборнике летописей» данный род отмечен как будат. Будагаты были на стороне Чингисхана в его борьбе с тайчиутами, оказали ему помощь и одержали победу. В XV—XVI вв. одним из семи отоков левого крыла хорчинов, которыми правили потомки Хасара, был будачин (budačin). Видимо, будачин есть неправильное написание слова будаачин. Потомки рода будагатов, произошедшие от коренных монголов в первой половине XI в., присвоили себе название буудай, находились в составе современных хотогойтов и сартаулов. Судя по «Сокровенному сказанию монголов», этническое название buda’at было образовано присоединением аффикса -д (-d) к слову будаа (budag-a) — рис. Иногда в монгольском языке слово будаа принимает форму буудай.

## Современность
В настоящее время носители родового имени буудай зафиксированы в сомонах Түдэвтэй, Дөрвөлжин, Завханмандал, Эрдэнэхайрхан Завханского аймака Монголии. В составе южных монголов на территории Внутренней Монголии проживают представители рода будагад.